# لويس بيدرو فيغيروا
لويس بيدرو فيغيروا (بالإسبانية: Luis Pedro Figueroa)‏ (14 مايو 1983 بسان بيدرو دي لا باز في تشيلي - ) هو لاعب كرة قدم تشيلي في مركز الوسط. شارك مع منتخب تشيلي لكرة القدم. أما مع النوادي، فقد لعب مع أرسنال ساراندي وبانفيلد وكولو-كولو ونادي أونيفرسيداد دي تشيلي ونادي أوهيجينس ونادي بالميراس ويونيون إسبانيولا ونادي أولهانينسي ونادي كوبريلوا وأونيفرسيداد دي كونسيبسيون ‏.

## روابط خارجية
- لويس بيدرو فيغيروا على موقع قاعدة بيانات كرة القدم.إي يو (الإنجليزية)
- لويس بيدرو فيغيروا على موقع ناشيونال فوتبول تيمز (الإنجليزية)
- لويس بيدرو فيغيروا على موقع Soccerway.com (الإنجليزية)
- لويس بيدرو فيغيروا على موقع عالم كرة القدم.نت (الإنجليزية)
- لويس بيدرو فيغيروا على موقع AS.com (الإسبانية)